# Five Finger Death Punch
Five Finger Death Punch is een Amerikaanse metalband uit Las Vegas. De band werd opgericht in 2005. De naam van de groep komt van de naam van een aanval uit de film Kill Bill.
De band bestond aanvankelijk uit zanger Ivan Moody, gitaristen Zoltan Bathory en Caleb Bingham, bassist Matt Snell en drummer Jeremy Spencer. Bingham verliet de groep in 2006 en werd opgevolgd door Darrell Roberts, die in 2009 op zijn beurt plaatsmaakte voor Jason Hook. Matt Snell verliet de band in 2010 en werd opgevolgd door Chris Kael.
Zanger Ivan Moody had jaren problemen met drankgebruik. Om die reden werd in 2017 het concert in de 013 in Tilburg vroegtijdig stopgezet. Moody werd tijdelijk vervangen door Tommy Vext, zanger van Bad Wolves, voor de rest van de Europese tournee die toen aan de gang was. Na onder behandeling te zijn geweest, gaf hij begin 2019 te kennen reeds één jaar van zijn drankprobleem af te zijn.

## Albums
- The Way of the Fist (2007)
- War Is the Answer (2009)
- American Capitalist (2011)
- The Wrong Side of Heaven and the Righteous Side of Hell, Volume 1 (2013)
- The Wrong Side of Heaven and the Righteous Side of Hell, Volume 2 (2013)
- Got Your Six (2015)
- A Decade of Destruction (2017)
- And Justice for None (2018)
- F8 (2020)
- A Decade of Destruction, Volume 2 (2020)
- AfterLife (2022)

## Onderscheidingen
Revolver Golden Gods Awards
| Jaar | Genomineerde(n)/werk        | Prijs               | Resultaat   |
| ---- | --------------------------- | ------------------- | ----------- |
| 2012 | Zoltan Bathory, Jason Hook  | Best Guitarist      | Genomineerd |
| 2012 | Ivan Moody                  | Best Vocalist       | Genomineerd |
| 2012 | Jeremy Spencer              | Best Drummer        | Gewonnen    |
| 2012 | American Capitalist         | Album of the Year   | Genomineerd |
| 2013 | Five Finger Death Punch     | Best Live Band      | Genomineerd |
| 2014 | The Wrong Side of Heaven... | Album of the Year   | Genomineerd |
| 2014 | Ivan Moody                  | Best Vocalist       | Genomineerd |
| 2014 | Zoltan Bathory, Jason Hook  | Best Guitarist      | Genomineerd |
| 2014 | Chris Kael                  | Best Bassist        | Gewonnen    |
| 2014 | Lift Me Up                  | Song of the Year    | Gewonnen    |
| 2014 | Five Finger Death Punch     | Most Dedicated Fans | Genomineerd |

Metal Hammer Golden Gods Awards
| Jaar | Genomineerde(n)/werk    | Prijs                   | Resultaat   |
| ---- | ----------------------- | ----------------------- | ----------- |
| 2009 | Five Finger Death Punch | Best New Band           | Gewonnen    |
| 2010 | Five Finger Death Punch | Best Breakthrough Band  | Gewonnen    |
| 2010 | Zoltan Bathory          | Best Shredder           | Gewonnen    |
| 2012 | Five Finger Death Punch | Best International Band | Genomineerd |
| 2012 | Zoltan Bathory          | Metal As Fuck           | Genomineerd |
| 2013 | Five Finger Death Punch | Best International Band | Genomineerd |
| 2014 | Five Finger Death Punch | Best Live Band          | Genomineerd |

Kerrang! Awards
| Jaar | Genomineerde(n)/werk    | Prijs                       | Resultaat   |
| ---- | ----------------------- | --------------------------- | ----------- |
| 2009 | Five Finger Death Punch | Best International Newcomer | Genomineerd |

Radio Contraband Rock Radio Awards
| Jaar | Genomineerde(n)/werk    | Prijs                    | Resultaat |
| ---- | ----------------------- | ------------------------ | --------- |
| 2011 | Five Finger Death Punch | Indie Artist of the Year | Gewonnen  |
| 2012 | Five Finger Death Punch | Indie Artist of the Year | Gewonnen  |
| 2012 | American Capitalist     | Album of the Year        | Gewonnen  |
| 2012 | Coming Down             | Song of the Year         | Gewonnen  |
| 2013 | Five Finger Death Punch | Indie Artist of the Year | Gewonnen  |
| 2014 | Five Finger Death Punch | Indie Artist of the Year | Gewonnen  |
| 2014 | Wrong Side of Heaven    | Video of the Year        | Gewonnen  |

Bandit Rock Awards
| Jaar | Genomineerde(n)/werk        | Prijs                     | Resultaat |
| ---- | --------------------------- | ------------------------- | --------- |
| 2014 | The Wrong Side of Heaven... | Best International Album  | Gewonnen  |
| 2014 | Five Finger Death Punch     | Best International Group  | Gewonnen  |
| 2016 | Five Finger Death Punch     | Best International Artist | Gewonnen  |

Loudwire Music  Awards
| Jaar | Genomineerde(n)/werk        | Prijs                  | Resultaat   |
| ---- | --------------------------- | ---------------------- | ----------- |
| 2013 | The Wrong Side of Heaven... | Rock Album of the Year | Genomineerd |
| 2013 | Lift Me Up                  | Rock Song of the Year  | Genomineerd |
| 2013 | Five Finger Death Punch     | Rock Band of the Year  | Genomineerd |
| 2013 | Five Finger Death Punch     | Most Devoted Fans      | Genomineerd |
| 2013 | Five Finger Death Punch     | Best Live Act          | Genomineerd |
| 2014 | Wrong Side of Heaven        | Best Rock Video        | Gewonnen    |
| 2015 | Got Your Six                | Best Rock Album        | Genomineerd |
| 2015 | Wash It All Away            | Best Rock Song         | Genomineerd |
| 2015 | Five Finger Death Punch     | Best Rock Band         | Genomineerd |
| 2015 | Zoltan Bathory, Jason Hook  | Best Guitarist         | Genomineerd |
| 2015 | Jeremy Spencer              | Best Drummer           | Gewonnen    |

SiriusXM Octane Music Awards
| Jaar | Genomineerde(n)/werk    | Prijs              | Resultaat |
| ---- | ----------------------- | ------------------ | --------- |
| 2015 | Five Finger Death Punch | Artist of the Year | Gewonnen  |

iHeartRadio Music Awards
| Jaar | Genomineerde(n)/werk    | Prijs                   | Resultaat   |
| ---- | ----------------------- | ----------------------- | ----------- |
| 2016 | Five Finger Death Punch | Rock Artist of the Year | Genomineerd |